# Retrat de Vincenzo Anastagi
Retrat de Vincenzo Anastagi és una obra d'El Greco, realitzada a l'oli sobre tela a prop de 1575, durant el seu període romà. Es conserva a la Col·lecció Frick a Nova York.
És un retrat concebut amb una intenció massa moderna per a la seva època. Alguns autors consideren, també, que és un antecedent de les obres de Diego Velázquez i Édouard Manet.

## Anàlisi
El retratat era un senyor de l'Orde de Malta, nascut a Perusa el 1531 i nomenat sergen major del Castell Sant'Angelo pel fill de Gregori XIII al maig de 1575. A l'obra apareix enfundat en una armadura platejada i vestint amplis pantalons de vellut verd i mitges blanques, mentre que a terra es contempla el casc i la signatura del pintor a la paret.
La pinzellada d'El Greco és lleugerament empastada als pantalons, el cortinatge o les parets, encara que és més detallada a l'armadura o al rostre del retratat. El pintor manifesta una versatilitat en el seu estil retratístic que recorda a Tizià. Mentrestant, Anastagi transmet la seva personalitat a través dels seus ulls, el seu gest i els seus braços.